# Американо-перуанские отношения
Американо-перуанские отношения — двусторонние дипломатические отношения между США и Перу.

## История
Соединенные Штаты установили дипломатические отношения с Перу в 1827 году, после провозглашения независимости Перу от Испании. В последнее десятилетие в Перу имеется устойчивый экономический рост, сокращение уровня бедности населения и широкая поддержка демократии. Страна является одним из ключевых партнеров США в Латинской Америке. Обе страны сотрудничают в сфере ликвидации незаконной торговли наркотиками, в частности правительство США поддерживает усилия правоохранительных органов Перу в их усилиях по борьбе с незаконным культивированием коки.

## Двусторонние экономические отношения
Американские инвестиции в Перу значительно возросли за последние годы. Соединенные Штаты являются одним из крупнейших иностранных инвесторов и торговых партнёров Перу. Около 330 000 граждан США посещает Перу ежегодно.